# Alpes Australianos

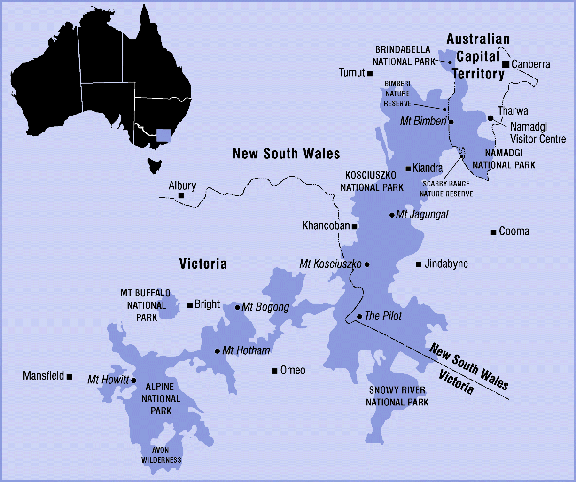
Localización de los Alpes Australianos, en el límite de los estados de Nueva Gales del Sur y Victoria.

Los Alpes Australianos es la cadena montañosa más alta de Australia continental. La cordillera se sitúa en el sureste del país y se extiende a lo largo de los estados de Nueva Gales del Sur y Victoria. Los Alpes contienen las únicas montañas del territorio continental que sobrepasan los 2000 metros sobre el nivel del mar, y junto a la isla de Tasmania son el único lugar del país donde se puede encontrar nieve natural. El pico más alto de la cordillera es el Monte Kosciuszko, con 2228 metros de altitud.
La cordillera es a su vez parte de la Gran Cordillera Divisoria, una serie de montañas y altiplanos extendidos a lo largo de más de 3000 kilómetros desde el norte de Queensland hasta el corazón de Victoria. Estas cordilleras dividen los ríos y arroyos que desembocan en la cuenca oriental del océano Pacífico, de aquellos que forman parte de cuencas interiores, como la del río Murray.

## Ecología
Los Alpes tienen una gran importancia en la hidrografía de Australia, siendo uno de los actores principales de la mayor cuenca hidrográfica del país, formada por los múltiples afluentes que nacen en sus montañas y desembocan en el río Murray, y en el mayor de sus afluentes, el río Murrumbidgee.
En esta zona se encuentran extensos parques nacionales, gestionados en cooperación como Parques Nacionales de los Alpes Australianos, por las administraciones centrales australianas, de Nueva Gales del Sur, de Victoria y del Territorio de la Capital Australiana.
También incluyen los únicos enclaves de esquí del territorio continental, que junto a la población de Cabramurra representan prácticamente las únicas áreas habitadas de la zona. En los valles inmediatamente debajo de las montañas sí que existen poblaciones relativamente pobladas, como Jindabyne, Corryong o Mount Beauty.
Los Alpes Australianos son mucho menos escarpados que sus homólogos europeos, y la mayoría de las cimas pueden alcanzarse sin necesidad de equipamiento de montaña especializado, aunque sí hay algunos barrancos apropiados para practicar escalada en roca.

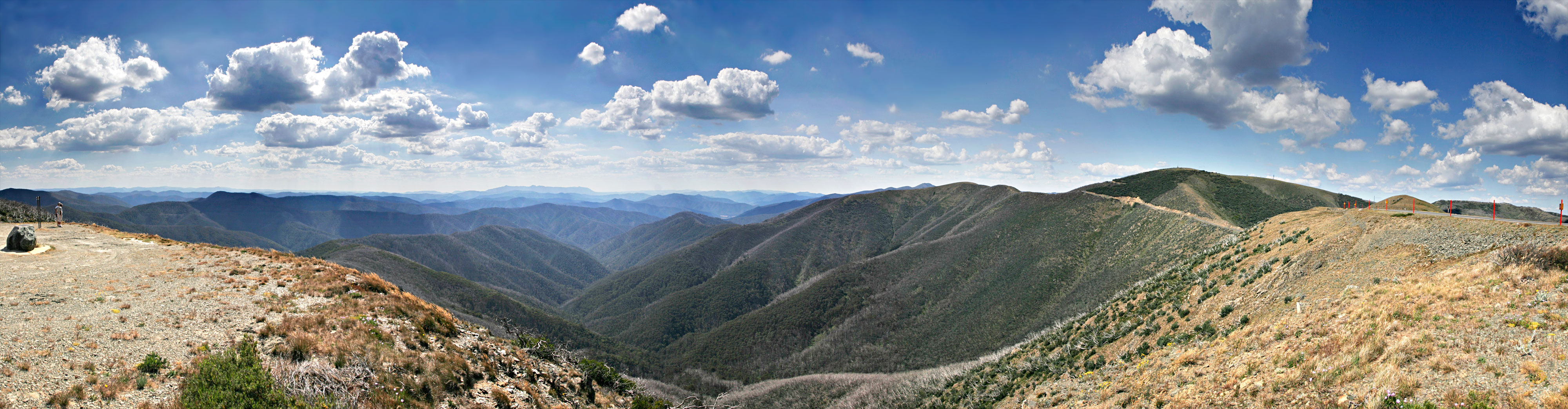
Vista panorámica de los Alpes Australianos desde el Monte Hotham.